# Tettigidea planus
Tettigidea planus är en insektsart som beskrevs av Hancock, J.L. 1907. Tettigidea planus ingår i släktet Tettigidea och familjen torngräshoppor. Inga underarter finns listade i Catalogue of Life.